# Federation Peak
Federation Peak – szczyt na Tasmanii, położony w paśmie górskim Arthur Range, na terenie Parku Narodowego Southwest. Wysokość szczytu to 1224 m n.p.m., a jego minimalna deniwelacja względna wynosi 600 m.
Szczyt został po raz pierwszy zdobyty przez Johna Béchervaise oraz Billa Elliota, Freda Elliota i Allana Rogersa, dnia 27 stycznia 1949 roku.